# Massimiliano Cattapani
Massimiliano Cattapani (Genova, 29 luglio 1971) è un cantautore e paroliere italiano.

## Biografia
Massimiliano Cattapani nasce a Genova il 29 luglio 1971, da padre genovese (nipote del militare e giornalista Carlo Cattapani) e madre siciliana.
Scoperto da Alberto Radius nel 1988, nel 1989 pubblica il suo primo singolo che anticipa l'uscita del suo primo album La notte dell'eden del 1990. Il singolo contiene i brani Shangai (Lato A) e Notti perse (Lato B).
Nello stesso anno arriva in Italia il telefilm Giungla di cemento che viene trasmesso sulle reti locali italiane, e come sigla ha il brano Shangai di Massimiliano.
Nel febbraio del 1990 partecipa al programma Star '90 condotto da Alessandro Cecchi Paone. Il programma è un concorso per nuovi volti dello spettacolo, e la finale viene vinta da Massimiliano Cattapani, col brano Señorita.
Partecipa al Festivalbar 1990 nella sezione Disco Verde con il brano Anna Maria Lisa.
Nel 1991 Massimiliano pubblica il suo secondo album per la Five Record, dal titolo Un'altra strada. Anche in quest'album così come nel primo c'è la partecipazione di Alberto Radius, che ha prodotto e arrangiato l'album, nonché di Alex Baroni e di Paola Folli nei cori.
Nell'estate dello stesso anno partecipa per la seconda volta al Festivalbar nella sezione Disco Verde, dedicata alle nuove proposte, proponendo il brano Portami al mare.
Nel 1993 esce l'ultimo disco di Massimiliano Cattapani, per la RTI Music: In questo mare.
Dopo tre anni di assenza, nel 1997 scrive insieme a Vittorio De Scalzi, Nico Di Palo, Stefania Labate ed Elio Palumbo, il brano Alianti liberi presentato dai New Trolls e Greta al Festival di Sanremo 1997.
Alla fine del 1993 Cattapani decide di abbandonare la carriera artistica per dedicarsi alla professione legale: oggi è un noto avvocato e professore universitario di Genova e ha all'attivo numerose pubblicazioni scientifiche in campo giuridico.
Nel 2009 si è candidato alle elezioni amministrative del paese ligure di Favale di Malvaro (GE) con la lista civica "Libertà e Futuro", ed è stato eletto consigliere comunale.

## Discografia

### Singoli
- 1989 - Shangai / Notti perse (Five Teen FM 13231)

### Album
- 1990 - La notte dell'eden (Five Teen TR 23701);
- 1991 - Un'altra strada (Five Record FM 13685);
- 1993 - In questo mare (RTI 1043-2).

## Partecipazioni al Festivalbar
- Festivalbar 1990: Con Anna Maria Lisa (Sezione Disco Verde)
- Festivalbar 1991: Con Portami al mare (Sezione Disco Verde)